# The Mandalorian (sezon 3)
Trzeci sezon amerykańskiego serialu telewizyjnego The Mandalorian opowiada historię samotnego łowcy nagród, który podróżuje na planetę Mandalore, aby odkupić swoje winy. Pomaga mu niemowlę Grogu oraz Bo-Katan Kryze, Mandalorianka. Akcja serialu rozgrywa się kilka lat po wydarzeniach z Powrotu Jedi (1983) i jest częścią serii Gwiezdne Wojny. Sezon został wyprodukowany przez Lucasfilm, Fairview Entertainment i Golem Creations, a showrunnerem był Jon Favreau. W tytułowej roli wystąpił Pedro Pascal.
Prace nad trzecim sezonem The Mandalorian rozpoczęły się pod koniec kwietnia 2020 roku. Zdjęcia zrealizowano od października 2021 roku do marca 2022 roku.
Sezon składa się z ośmiu odcinków, które miały swoją premierę od 1 marca do 19 kwietnia 2023 roku w serwisie streamingowym Disney+. Spotkał się z pozytywnymi recenzjami. W produkcji jest film fabularny, będący kontynuacją serialu.

## Obsada

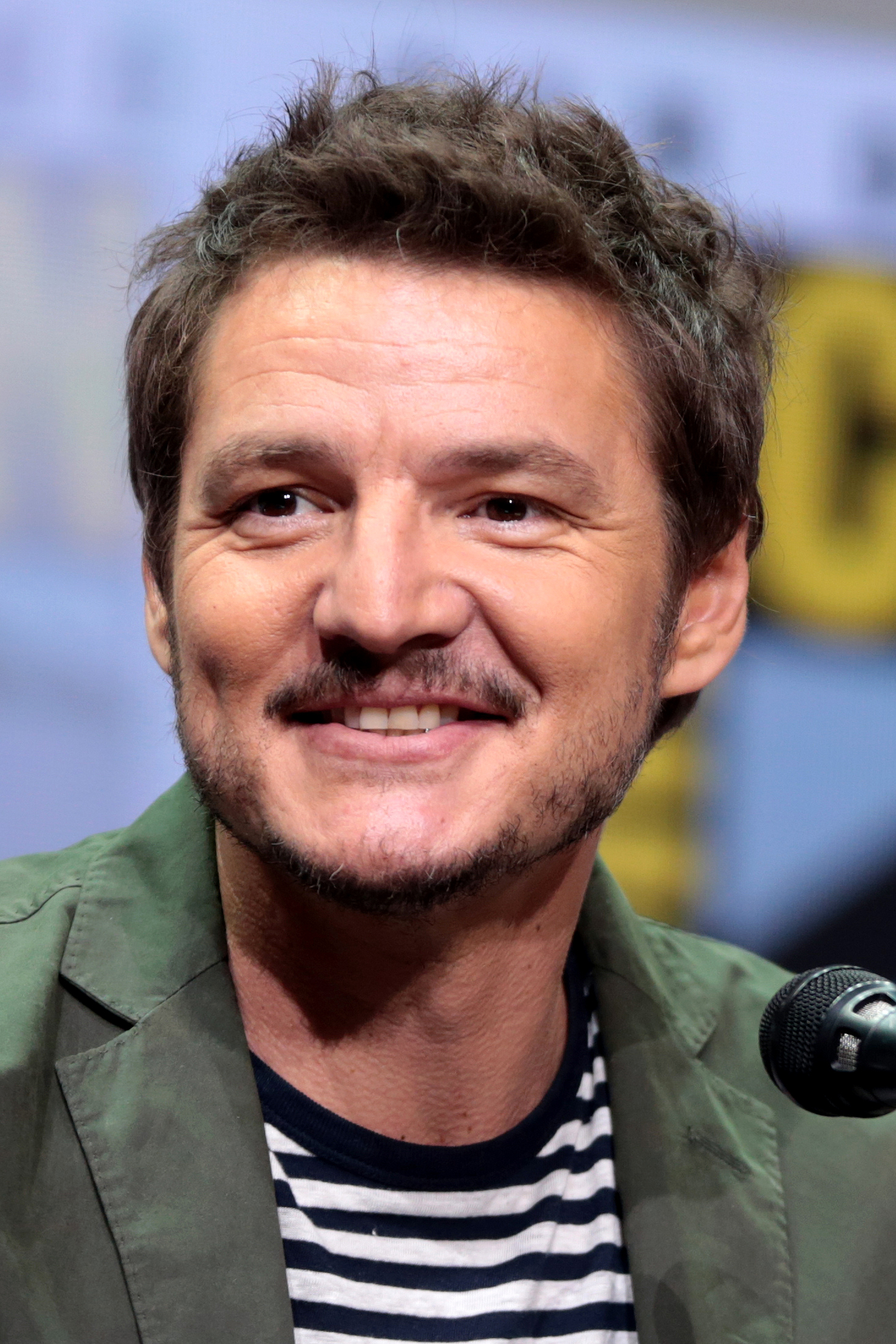
Pedro Pascal
(Din Djarin / Mandalorianin)

### Główna
- Pedro Pascal jako Din Djarin / Mandalorianin, samotny łowca nagród[3].

### Drugoplanowa
- Katee Sackhoff jako Bo-Katan Kryze, Mandalorianka, członkini Straży Śmierci[4].
- Carl Weathers jako Greef Karga, przywódca Gildii Łowców Nagród[5].
- Katy M. O'Brian jako Elia Kane, żołnierz, która służyła w grupie pozostałej po Imperium Galaktycznym dowodzonej przez Gideona[6].
- Emily Swallow jako Zbrojmistrzyni, przywódczyni mandaloriańskiego plemienia wojowników[7].
- Simon Kassianides jako Axe Woves, Mandalorianin który służył w ruchu oporu w czasach Nowej Republiki[8].
- Mercedes Varnado jako Koska Reeves, Mandalorianka, członkini Nocnych Sów[8].
- Tait Fletcher jako Paz Vizsla, Mandalorianin, należący do tego samego plemienia do Din Djarin[9].
- Giancarlo Esposito jako Gideon, moff, któremu zależało na odnalezieniu Dziecka[10].

### Gościnna
- Omid Abtahi jako Pershing, doktor współpracujący z imperialną organizacją dowodzoną przez Klienta[7].
- Amy Sedaris jako Peli Motto, mechanik, która prowadzi port kosmiczny na Tatooine[11].
- Ahmed Best jako Kelleran Beq, rycerz Jedi, który uciekł z Coruscant z młodym Grogu[12].
- Paul Sun-Hyung Lee jako Carson Teva, pilot Nowej Republiki w stopniu kapitana[13].
- Tim Meadows jako Tuttle, pułkownik służący Nowej Republice[14].
- Jack Black jako kapitan Bombardier, były oficer Imperium Galaktycznego, mąż księżnej[15].
- Lizzo jako księżna, monarchini i władczyni planety Plazir-15[15].
- Christopher Lloyd jako komisarz Helgait, szef ochrony na planecie Plazir-15[15].
- Steve Blum jako Zeb Orrelios, lasacki wojownik w stopniu kapitana[16]. Blum wcześniej podkładał głos pod tę postać w serialu Star Wars: Rebelianci[16].

Dodatkowo pojawia się również postać Din Grogu / „Dziecka”, stworzona przy pomocy lalek oraz efektów specjalnych. Jest to niemowlę wrażliwe na Moc, pochodzące z tej samej rasy co Yoda, które jest podopiecznym Mandalorianina.

## Emisja
Trzeci sezon serialu The Mandalorian zadebiutował 1 marca 2023 roku w serwisie streamingowym Disney+, a kolejne odcinki ukazywały się co tydzień, aż do 19 kwietnia.

## Lista odcinków
| Nr | Tytuł                              | Reżyseria           | Scenariusz                | Premiera (Disney+) |
| -- | ---------------------------------- | ------------------- | ------------------------- | ------------------ |
| 1  | Chapter 17: The Apostate           | Rick Famuyiwa       | Jon Favreau               | 1 marca 2023       |
| 2  | Chapter 18: The Mines of Mandalore | Rachel Morrison     | Jon Favreau               | 8 marca 2023       |
| 3  | Chapter 19: The Convert            | Lee Isaac Chung     | Noah Kloor & Jon Favreau  | 15 marca 2023      |
| 4  | Chapter 20: The Foundling          | Carl Weathers       | Jon Favreau & Dave Filoni | 22 marca 2023      |
| 5  | Chapter 21: The Pirate             | Peter Ramsey        | Jon Favreau               | 29 marca 2023      |
| 6  | Chapter 22: Guns for Hire          | Bryce Dallas Howard | Jon Favreau               | 5 kwietnia 2023    |
| 7  | Chapter 23: The Spies              | Rick Famuyiwa       | Jon Favreau & Dave Filoni | 12 kwietnia 2023   |
| 8  | Chapter 24: The Return             | Rick Famuyiwa       | Jon Favreau               | 19 kwietnia 2023   |

## Produkcja

### Rozwój projektu
Pod koniec kwietnia 2020 roku, twórca i showrunner The Mandalorian, Jon Favreau poinformował, że jest w trakcie pisania scenariusza do trzeciego sezonu. We wrześniu tego samego roku, współscenarzysta Giancarlo Esposito powiedział, że drugi sezon serialu „zacznie tworzyć podwaliny pod głębię i szerokość, które pojawią się w sezonie 3 i 4”. Po tym, jak w finale drugiego sezonu zapowiedziano Księgę Boby Fetta na grudzień 2021 roku, spekulowano, że trzeci sezon zamiast na Din Djarinie skupi się na Bobie Fetcie. Favreau wkrótce wyjaśnił, że Księga Boby Fetta to osobny spin-off, który będzie produkowany w grudniu 2020 roku, a trzeci sezon The Mandalorian ponownie skupi się na Djarinie. Dodał, że trzeci sezon jest w fazie przedprodukcji, a zdjęcia do niego rozpoczną się w 2021. Zdradzono też, że Carl Weathers ma powrócić jako reżyser.

### Casting
Pedro Pascal występuje w serialu jako Mandalorianin. W listopadzie 2020 roku Esposito ujawnił swój angaż i powiedział, że ma nadzieję, iż jego rola będzie bardziej znacząca. Do swojej roli powracają także Carl Weathers, Katee Sackhoff, Emily Swallow i Omid Abtahi. W marcu 2022 roku ujawniono, że Christopher Lloyd również wystąpi w tym sezonie. W maju 2022 roku ujawniono, że w trzecim sezonie pojawi się Tim Meadows, a także postać Babu Frika z Gwiezdne wojny: Skywalker. Odrodzenie (2019) wraz z innymi stworzeniami z jego gatunku.

### Zdjęcia
Zdjęcia rozpoczęły się 13 października 2021 roku, pod roboczym tytułem Buccaneer, a odpowiadał za nie David Klein. Wcześniej zakładano, że rozpoczną się po zakończeniu zdjęć do Księgi Boby Fetta w czerwcu 2021 roku, ale nie było to możliwe, ponieważ sceny dźwiękowe w Los Angeles były wykorzystywane przez ekipę, pracującą nad serialem Obi-Wan Kenobi. Esposito zauważył, że produkcja nie musiała czekać, aż Pascal skończy kręcić serial The Last of Us, ponieważ Mandalorianin jest głównie widywany z założonym hełmem. Podczas pandemii COVID-19, Favreau uważał, że serial jest w korzystnej sytuacji, ponieważ wiele postaci występuje w maskach, a w serialu zastosowano „wiele cyfrowych rozwiązań, które zwiększają możliwości”, dzięki czemu produkcja mogła dostosować się do protokołów. Zdjęcia do sezonu zakończyły się 29 marca 2022.

## Marketing
W maju 2022 Filoni, Favreau i Sackhoff oraz Pascal, Esposito i Weathers promowali sezon na panelu Lucasfilm podczas Star Wars Celebration, pokazując kilka materiałów filmowych. 10 września 2022, podczas D23 Disney Expo pokazano pierwszy zwiastun produkcji. Drugi zwiastun został wydany 16 stycznia 2023 roku podczas Monday Night Football. Zwiastun miał 83,5 mln globalnych wyświetleń w ciągu pierwszych 24 godzin, stając się wówczas najczęściej oglądanym zwiastunem serialu ze świata Gwiezdnych wojen, pobijając Obi-Wana Kenobiego (58 mln wyświetleń). 

## Odbiór

### Krytyka w mediach
Sezon spotkał się z pozytywną reakcją krytyków. W serwisie Rotten Tomatoes 86% z 238 recenzji uznano za pozytywne, a średnia ocen wystawionych na ich podstawie wyniosła 7,55/10. Na portalu Metacritic średnia ważona ocen z 14 recenzji wyniosła 70 punktów na 100.
 